# Castianeira vittatula
Castianeira vittatula är en spindelart som beskrevs av Roewer 1951. Castianeira vittatula ingår i släktet Castianeira och familjen flinkspindlar. Inga underarter finns listade i Catalogue of Life.